# Sharpshooter (wrestling)

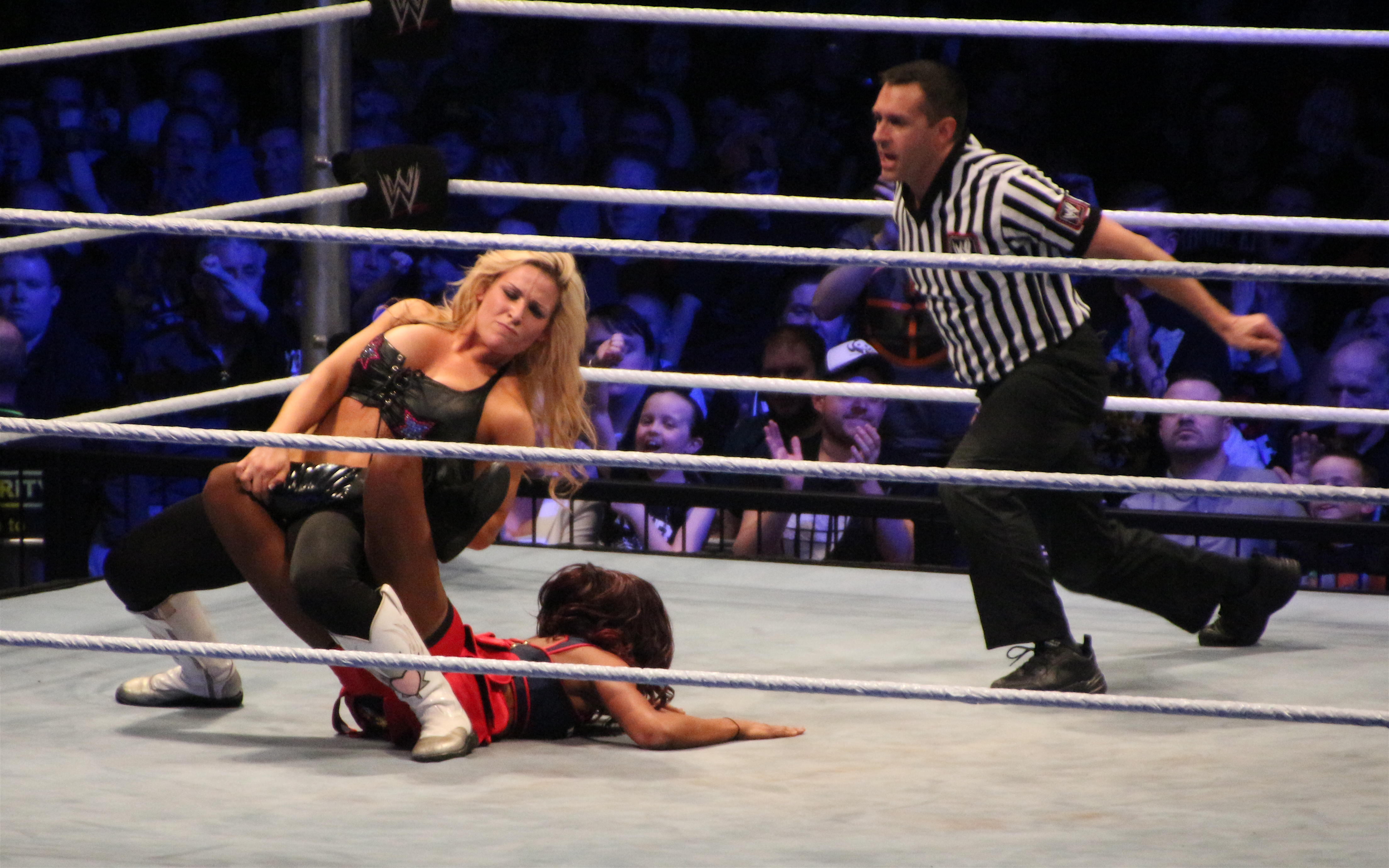
Dźwignia typu sharpshooter.

Sharpshooter (pol. strzelec wyborowy; jap. Sasori-gatame; ang. Scorpion Hold, Cloverleaf leg-lace Boston crab, Scorpion Deathlock lub Standing inverted figure four leglock) – dźwignia (submission) w wrestlingu, w którym zawodnik wykonujący, chwyta obydwie nogi leżącego na macie przeciwnika, stawia własną nogę przy biodrze przeciwnika, następnie krzyżuje nogi przeciwnika na własnej nodze i odwracając się, stopniowo naciąga zaklinczowane kończyny. Działanie ma na celu zadanie bólu, który wywierany jest nie tylko na kończyny oponenta, ale też na część lędźwiową kręgosłupa.
Poddanie to zostało spopularyzowane przez kanadyjskiego zawodnika – Breta Harta. Inny kanadyjski wrestler – Edge wykonywał „odwróconą” wersję sharpshootera, którą określił mianem Edgecator. Manewr „odwróconego” sharpshootera (ang. inverted sharpshooter) wykonywany jest tak samo jak w przypadku standardowego sharpshootera – różnicę stanowi tylko pozycja zawodnika zakładającego chwyt – wrestler przykuca fronetem do zawodnika, a nie plecami jak w tradycyjnym sharpshooterze.
Za wynalazcę tego chwytu uznaje się Masanoriego Saito oraz koreańsko-japońskiego wrestlera Rikiego Choshu, który przejął ten chwyt od Saito. W listopadzie 1997 r. chwyt ten stał się również jednym z głównych elementów wydarzenia, które przeszło do historii wrestlingu pod nazwą „Montreal Screwjob”.

## WariantScorpion cross lock
Scorpion cross lock również znany jako inverted sharpshooter double chickenwing jest połączeniem odwróconego sharpshootera z manewrem double chickenwing. Wrestler zakładając dźwignię sharpshooter odwraca się frontem do pleców przeciwnika, po czym chwyta własnymi rękoma obie ręce oponenta i stopniowo naciąga w takiej pozycji kręgosłup przeciwnika. Manewru tego typu używały m.in. Bull Nakano oraz Paige.

## Zawodnicy często używający chwytu
- Bret Hart
- Sting
- The Rock
- Edge
- Trish Stratus
- Shawn Michaels
- Chris Benoit
- Stone Cold Steve Austin
- Natalya
- Owen Hart[6]

## Galeria

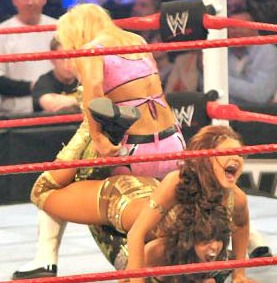
Natalya poddająca Eve Torres i Laylę double sharpshooterem.
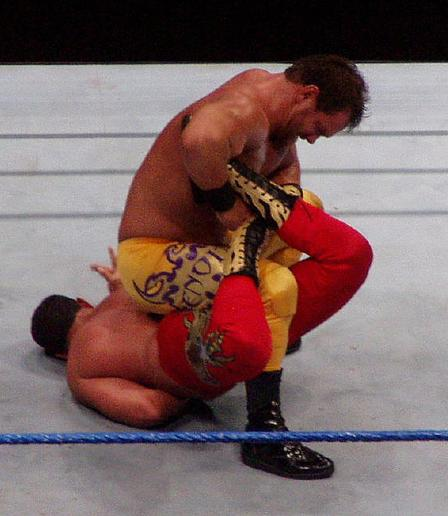
Chris Benoit poddający sharpshooterem Chavo Guerrero.
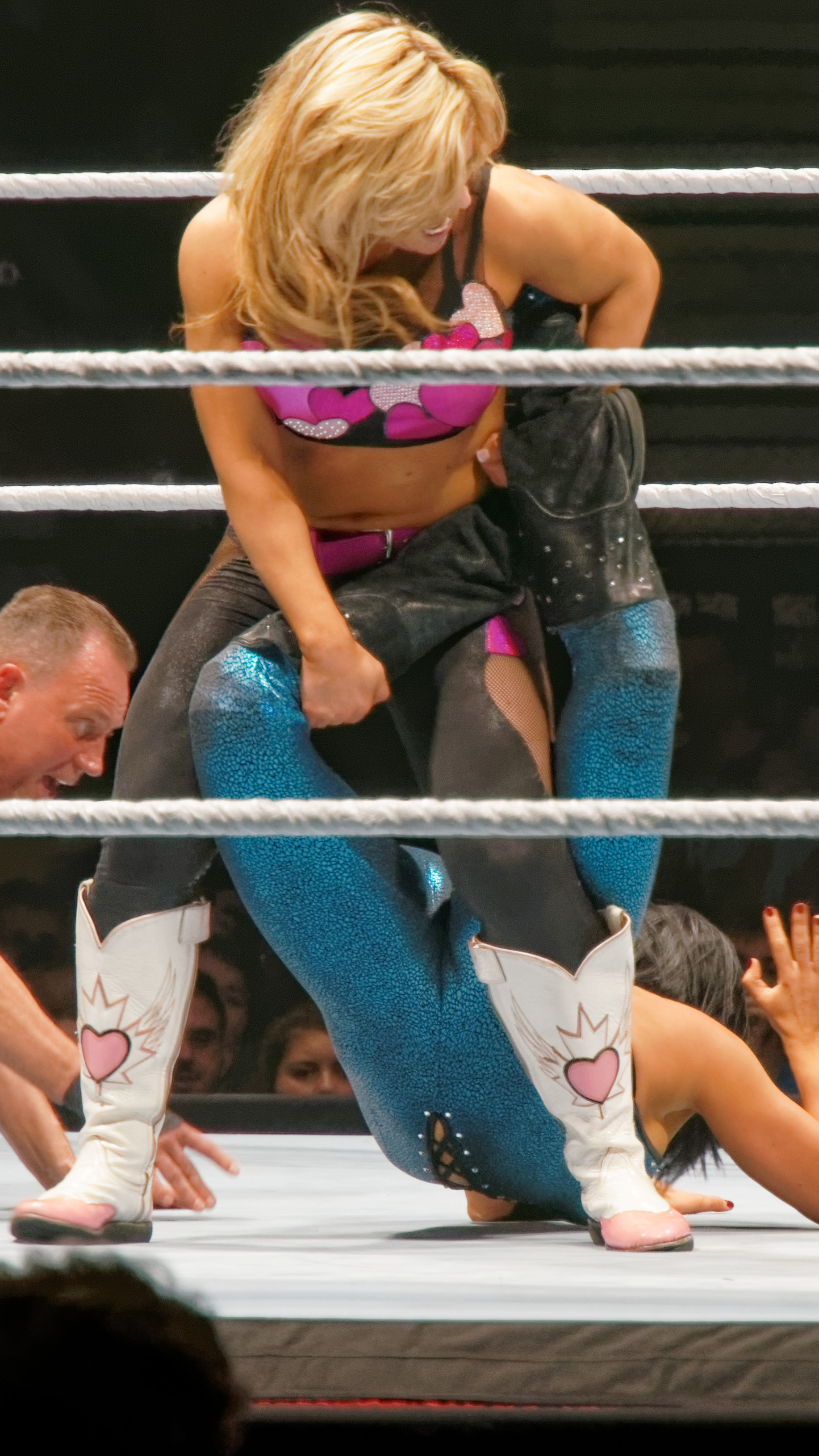
Natalya wykonująca dźwignię sharpshooter.